# 倫托科查湖
9°14′24″S 77°20′36″W / 9.24000°S 77.34333°W
倫托科查湖（Runtococha），是秘魯的湖泊，位於該國北部安卡什大區的阿松森省，處於亞納科查湖東北面和韋格龍科查湖以東的布蘭卡山脈地區，長0.33公里、寬0.23公里，海拔高度4,386米。